# ناحیه بئر العرش
ناحیه بئر العرش (به عربی: دائرة بئر العرش) یک ناحیه در الجزایر است که در استان سطیف واقع شده‌است.